# Galvanischer Preis
Der Galvanische Preis (französisch Prix du galvanisme) ist ein am 15. Juni 1802 von Napoleon Bonaparte gestifteter Wissenschaftspreis auf dem Gebiet des Galvanismus.
Er war mit jeweils 3000 Franc dotiert und wurde von der mathematisch-physikalische Klasse des Institut de France vergeben.

## Preisträger
- 1806: Paul Erman
- 1807: Humphry Davy
- 1809: Joseph Louis Gay-Lussac und Louis Jacques Thénard (je zur Hälfte)